# John Verdon
John Verdon (Nova York, Estats Units, 1 de gener de 1942) és un novel·lista estatunidenc conegut per les seves novel·les sobre l'inspector Dave Gurney. L'any 2010 Crown/Random House va publicar el seu primer thriller de misteri, Sé el que estàs pensant —la primera novel·la de la sèrie de l'inspector Dave Gurney.

## Biografia
Els inicis professionals de Verdon foren en la indústria de la publicitat a la ciutat de Nova York, on va treballar en diferents àmbits creatius de diverses grans agències del sector. Després de la seva retirada de la publicitat, ell i la seva dona van decidir abandonar la ciutat i traslladar-se a una zona rural en els contraforts occidentals de Catskill Mountains.
Una vegada abandonada la ciutat, Verdon es va dedicar a dissenyar i construir mobles a l'estil Shaker. És en aquesta època quan desenvolupa l'afició per a la lectura d'històries de detectius clàssics, en totes les seves varietats, des de sir Arthur Conan Doyle fins a Ross MacDonald o Reginald Hill. Fou aleshores quan la seva dona el va animar a escriure i, sorprenentment, en dos anys tenia enllestida la seva primera novel·la, Sé el que estàs pensant.
L'èxit de la novel·la en el mercat, així com amb la crítica, el va convèncer per escriure una segona novel·la, Shut Your Eyes Tight (No obris els ulls), amb els mateixos personatges centrals. Aquest va ser el començament d'una sèrie de novel·les negres en què també s'inclouen Let the Devil Sleep i Peter Pan Must Die. Els llibres de la sèrie han estat traduïts a més de dues dotzenes d'idiomes i han aparegut en nombroses llistes de best sellers.